# Vidimo se (1995.)
Vidimo se, hrvatski dugometražni film iz 1995. godine.